# عبد الرحمن البهلول
عبد الرحمن البهلول واسمهُ الكامل عبد الرحمن البهلول عبد الرحمن بن محمد بن علي الشهير بالبهلول النحلاوي الشافعي الدمشقي كان شاعرًا وكاتبًا وأديبًا عُرف بغزارة إنتاجه حيث تخصَّص في الكتب التاريخيّة كما ألَّف كتب أخرى لها علاقة بالعلوم عدى عن كتب اللغة والشعر والتاريخ والأدب.

## الحياة المبكرّة والتعليم
درس عبد الرحمن البهلول على يدِ جماعة من شيوخ دمشق وقرأ وأخذ عن الشيخ عبد الغني النابلسي الذي امتدحه بقصيدة ما. نشأ عبد الرحمن في عائلة مهتمّة بالعلوم فأصبح هو الآخر مهتمًا بشتى أنواع العلوم، فبدأ بتأليف القصائد والأشعار ثمّ انتقل لأمور أخرى مع مرور السنوات.

## المسيرة المهنيّة
بدأ عبد الرحمن البهلول مسيرتهُ المهنيّة في عالم التأليف والكتابة مبكرًا حيث برز في دمشق بفضل مؤلّفاته وخاصة الشعريّة منها، فأصدر في وقتٍ ما كتاب «ديوان عبد الرحمن بهلول» وهو الديوان الذي ضمَّ عددًا كبيرًا من أشعار وقصائد الشاعر السوري الذي ترعرعَ وعاش في دمشق. نشر البهلول أيضًا عدّة كتب أخرى لعلّ أبرزها كتاب «سلك الدرر في أعيان القرن الثاني عشر» للمرادي.

## قائمة أعماله
هذه قائمةٌ بأبرز أعمال الكاتب والشاعر والأديب السوري عبد الرحمن البهلول:
- ديوان عبد الرحمن البهلول[9]
- سلك الدرر في أعيان القرن الثاني عشر[10]